# 佐々木咲和
佐々木 咲和（ささき さわ、1992年2月22日 - ）は、日本のAV女優。HANAYA PROJECT所属。

## 略歴・人物
2012年7月、「大崎美佳（おおさき みか）」としてAVデビュー。マークスジャパン所属。
2014年12月31日をもって引退。のちに業界関係者との結婚による引退であったと告白している。
2018年11月25日に「黛ユイ（まゆずみ ゆい）」でTwitterを開始し、活動を再開したことを報告。所属事務所はティーパワーズ。
2021年3月5日、プライムエージェンシーに移籍。芸名を「佐々木咲和（ささき さわ）」に変更する。
2023年10月18日、XにてHANAYA PROJECTに移籍したことを報告。
2024年2月、「AV産業の適正化を考える会」の発足に参加。AV出演被害防止・救済法改正を訴えた。同年には葵マリーのプロデュースを受けたフェチ向けROM写真集を自主制作。
自称：知名度低めの企画女優。AV新法以前は主演女優の代役出演も多かった。

## 出演作品

### アダルトDVD
2012年
- 地方在住 現役エステティシャン AVデビュー（7月13日、マックス・エー）※「美佳」名義
- 働くオンナ獲り 【美脚のスレンダラスOLをハメ廻せ!!】 vol.18（8月1日、プレステージ）
- 絶品猥褻くびれボディ（8月10日、マックス・エー）
- 黒髪の似合うお嬢様（8月13日、オーロラプロジェクト・アネックス）
- 素人時代 amateur generation（8月25日、HMJM）※「みか」名義
- 制服の下の秘密 アミタイ&ボディスト（9月14日、マックス・エー）
- 都内で見かけた覗いて見たくなるスリットスカート美女。（9月14日、マックス・エー）
- SOD女子社員 これまで決して表に出ることの無かったナイショの特別業務!! 見て触って舐めて感じる 五感で学ぶち○ぽ研究会 本邦大公開!!（10月18日、SODクリエイト）※「大迫美香」名義 共演:野川薫、鮎原千里子、永井瞳
- ナマ足ムッチリ美脚美女（11月9日、マックス・エー）
- 職業欄は生保レディ 19（12月11日、ZETTON）

2013年
- 隣のお姉さんのデカ尻についムラムラ豊満ヒップをオカズにオナっていたら… 逆に犯されちゃった 2（1月11日、クリスタル映像）
- 素人生ハメ!ママ友ナンパ 6 幼妻愛好会 無垢で優しさあふれるママさんとオトナのお遊戯（2月10日、ホットエンターテイメント）
- 無類のレギンスフェチ 2（2月21日、稀有）
- 「カップル限定」 マジックミラー号の中で、自慢の彼女を「寝とって」真正中出し! 6（3月23日、SODクリエイト）
- M男ときどきS男が来店 痴女エステサロン（4月26日、クリスタル映像）共演:あいかわ優衣
- ジョギング狩り!! 3（5月10日、MAD）
- 「寝取られ願望」 愛する妻が目の前の他人チ♥ポに戸惑い! 欲情!生中出し!! 自慢の妻をハダカで男湯へ 2（5月23日、SODクリエイト）
- 「ちょいワル失敗と思いきや情けないけどヤられた」 DANDYISMタナボタ仕事集（6月6日、DANDY）
- 夢の近親相姦! 姉貴達のミニスカパンチラですぐ勃起 家族でチ○コは僕の一本だけなので内緒で面倒みてくれています（7月6日、SWITCH）共演:橘ひなた、水木杏、三浦まい、白浜夕美
- 成熟した姉の裸に触れた童貞弟はイケない事と知りつつもチ○ポを勃起させて「禁断の近親相姦」してしまうのか!?（10月24日、SODクリエイト）
- ふたなりヒロイン 宇宙捜査官アンドロクロス（11月8日、GIGA）共演:水希杏
- 同性羞恥いじめに特化した革命AVドラマ 2 女性下着メーカーいじめ商品開発部 部下のOLにいじめられる落ちこぼれ先輩OL 〜エロ下着羞恥プレゼント大会〜（11月21日、ROCKET）共演:椿かなり、沙原ちひろ ほか

2014年
- 全裸女子校生 放送禁止!!テレビで流すには過激すぎて、即お蔵入りになった大問題ドキュメント!!（1月1日、プレステージ）共演:葵こはる、椎名ひかる、大桃りさ、藤嶋唯、愛代さやか、久保田愛梨、芹沢つむぎ、彩城ゆりな、愛原ゆあ、山下彩香、雪乃まひろ ほか
- 宙に浮くほどイキ跳ねる「エビ反り薬漬けエステ」 4 SP 人妻3名+女性施術師もまさかの被害者に!!（1月23日、ナチュラルハイ）共演:原千草、伊藤りな、樹花凜
- ボディコン教育実習生（3月6日、ROCKET）共演:	黒沢那智 ほか
- 怪異日誌 いまりロブスター（3月14日、GIGA）
- 身動きが取れない程の満員電車で痴漢を拒めず全身を震わせるほど感じまくる敏感女は超ガニ股大量お漏らしで絶頂!!!!! 2（3月20日、アパッチ）
- 超翼戦隊ウィングファイブ ウィングピンク（4月25日、GIGA）共演:椿かなり
- 濃厚激エロな清楚黒髪の長身巨乳の超絶スタイル8頭身美人! AV女優さんとエッチしよう! Vol.10（5月13日、HERO）
- 「制服・下着・全裸」でおもてなし またがりオマ○コ航空 2 たっぷり射精できる極上の客室サービスで、空の旅を“快感”保証（5月22日、SODクリエイト）共演:雨宮真貴、水希杏、大槻ひびき
- 媚薬レズバトル 暴力、罵声一切なし女同士の本気のイカセ合い対決 〜白目を剥いて失神したらKO負け!止まらない痙攣アクメ爆裂潮吹き〜（5月22日、ROCKET）共演:雨宮真貴、高木愛美、柏木あづさ
- エッチな推理バラエティー 絶対に感じてはいけない!AV女優人狼ゲーム 〜チ○ポをハメるスケベな嘘つき女優は誰だ?〜（6月5日、ROCKET）共演:美泉咲、植田陽菜、香月リオン、持田優里、大槻ふみね、みおり舞
- モロにパンツを見せつけるメンズエステ（7月10日、アイエナジー）
- 女性スタッフが男性客に…男性スタッフが女性客に…膣内射精をご提供! 「性交でおもてなし」中出しリゾートホテル（7月24日、SODクリエイト）共演:新希マヤ、川口さくら、水希杏、白咲ちえ
- ハミ出しそうな競泳水着に辛抱たまらん僕は、健康的でプリプリ身体の女子達にモッコリが見つかってオモチャにされちゃいました。（7月24日、SWITCH）
- 子供と旦那が帰宅するまで1時間 「赤ちゃんできてもいい…もっともっと奥で下さい」 自宅で足を絡めて何度も求める「中出し6発」でやっとママは満足 6 排卵日に訪問編（8月21日、SODクリエイト）
- 素人学生さんに早漏改善のお手伝いしてもらっちゃいました（8月21日、アキノリ）
- 「すぐそこだから…」と油断した部屋着で外出した顔見知りお姉さんのノーブラ巨乳乳首チラ見えに大コーフン!（9月6日、アイエナジー）
- 女子バレ●ボール代表候補みか(22) AV撮影に応募してきた現役選手を生ハメセックス調教 美巨乳Eカップ 女子強化指定選手 杉山美佳（9月13日、グリーン）※「杉山美佳」名義
- 学校と家との往復ばかりで何の刺激もない僕の生活だったけど、ある日泊りに来ていた姉友のシャワー姿がガラス越しにはっきり透けて見えていたので、僕は勃起しながらガラス一枚へだてて堂々とのぞき! えっ!?まさか…シャワーを使ってオナニーしてる!?これはラッキー!こんなチャンス二度と無い!と思い、夢中でのぞいていたら、うっかり姉友に見つかり最悪な展開。 しかし「お姉ちゃんには絶対言わないで!その代わり…」と僕の勃起チ○ポをつかんでHの交換条件を出してきた!! 2（9月25日、HUnter）
- ずっとチ○ポをマ○コに挿入しながら受ける癒しの性感マッサージ 「常に性交」ビキニマッサージ 2（10月9日、SODクリエイト）共演:白咲碧、浜崎真緒、水城唯
- 女子バレ●ボール代表候補みか(22) 先日AV撮影に応募してきた現役選手と再度ナマハメ中出しセックス 美巨乳Eカップ 女子強化指定選手 杉山美佳（10月13日、HERO）※「杉山美佳」名義
- 平成NANPAジゴロ!!! 6 東新宿界隈でセレブ系巨乳奥様GET!!問答無用の生中出し!!!（10月24日、GIGOLO）
- チ○ポだけ貸してほしい（11月8日、Mr.michiru）
- 周りは全員仕掛人! 男子禁制! 街行くガードの堅い美女を女の子だらけの恋のお悩み相談室で、口説き落とせ!（11月21日、DIY）共演:友田彩也香、水希杏、夏海花凛、涼南佳奈
- スーパーレディー 討伐編・フェチ責め編・蟲責め編・凌辱編（11月28日、GIGA）
- 都内某所の優良おっぱいパブでは、1日1時間限定で挿入OK!!との噂が!?このご時世に本当にそんなおっパブが存在するのか徹底検証!!（11月28日、SCOOP）共演:篠田ゆう、佐々木恋海、水希杏、真野ゆりあ、あゆみ翼
- ビジネスホテルのマッサージ師の胸チラで股間が反応してしまった俺 4（12月6日、アキノリ）
- マシュマロパイな友達の姉貴とHな体験しちゃった俺（12月20日、アキノリ）
- 夫を支える献身妻 初めての背徳セックス（12月25日、ながえスタイル）

2015年
- ルームシェアしたら男は僕一人ぼっちだった…。（1月8日、アキノリ）共演:白咲碧、紺野ひかる、夏目優希、江波りゅう、里咲しおり、椎名ゆうき
- コタツでくつろぐ兄貴の彼女とバレないようにやっちゃった俺（1月22日、アキノリ）]
- 出張メンズエステ盗撮 人妻エステティシャンに中出ししちゃいました。 9（1月25日、ビッグモーカル）
- 亀頭メンテナンス（3月13日、アロマ企画）
- ヒロイン洗脳 Vol.17 美少女戦士セーラーメディウム&セーラーウィザード（2月13日、GIGA）共演:椿かなり
- セレブ妻ムチ尻Tバック限定ナンパ中出し 4（4月24日、GIGOLO）
- シリーズ団塊 13 大崎美佳の場合（5月16日、UIA）
- エステにおけるオイル手コキ（6月13日、アロマ企画）
- ナメたい!モミたい!吸いつきたい! 巨乳発掘シロウト妻 即ズボナンパ生中出し!!! 9（11月25日、田町ナンパ天国）

2019年
- 中年男大好き 濃厚なフェラとえげつない接吻をする素人奥様（2月7日、F&A）
- 酔いつぶれた女を自宅に連れ込んで夜這い 2（3月7日、F&A）
- 舞ワイフ 〜セレブ倶楽部〜 123（6月20日、AROUND）※「安東奈緒」名義
- SEXモンスターおうえる GO 都心に勤務するおしゃれなOL達の性の実情に迫る!! キャラも性癖も様々なOLを激撮!君に決めた!!（7月10日、ホットエンターテイメント）※「楓」名義
- 第1回 夏の風物詩流しソーメン?ならぬ流しザーメン賞金GETチャレンジ!ザーメンをすくえなければ過激な罰ゲーム!（7月12日、S級素人）共演:綾瀬さくら、甘夏りいな、若宮穂乃、堀麻美子、芹沢ゆず、伊藤菜桜、猫宮さら
- 街で目を引く美人なママチャリ奥さんを自宅追跡! 手を出したら嫌がりながらもビクビク感じて快楽に堕ちていく（7月25日、アキノリ）
- 酔い潰れたOLを連れ込み○姦（8月8日、アキノリ）
- ドM人妻初アナルでいきなり2穴性交（10月17日、グローリークエスト）

## 出演

### 映画
- 闇金ウシジマくん Part2（2014年5月16日公開、東宝）

### テレビ
- おとなの子守唄 #143,#144（2013年6月21日,28日、サンテレビ） - 「夜の診察室」に出演
- ケンコバのバコバコテレビ #3,#4（2013年10月18日,25日、サンテレビ） - 「天津木村の妄想登山」に出演

### ウェブラジオ
- セクシー業界自暴バラエティ〜わたしって、○○じゃないですか？（2021年4月19日、鳥越アズーリFM）